# Pamares deru
Pamares deru is een insect uit de familie van de mierenleeuwen (Myrmeleontidae), die tot de orde netvleugeligen (Neuroptera) behoort. 
Pamares deru is voor het eerst wetenschappelijk beschreven door Mansell in 1990.